# Cardioglossa alsco
Espèce
Statut de conservation UICN

 EN B1ab(iii) : En danger
Cardioglossa alsco est une espèce d'amphibiens de la famille des Arthroleptidae.

## Répartition
Cette espèce est endémique du Cameroun. Elle se rencontre entre 1 700 et 2 100 m d'altitude sur le versant Sud du mont Tchabal Mbabo et dans les monts Gotel.
Sa présence est incertaine au Nigeria.

## Publication originale
- Herrmann, Herrmann, Schmitz & Böhme, 2004 : A new frog species of the genus Cardioglossa from the Tchabal Mbabo Mtns, Cameroon (Anura: Arthroleptidae). Herpetozoa, vol. 17, p. 119-125.